# マスケット銃

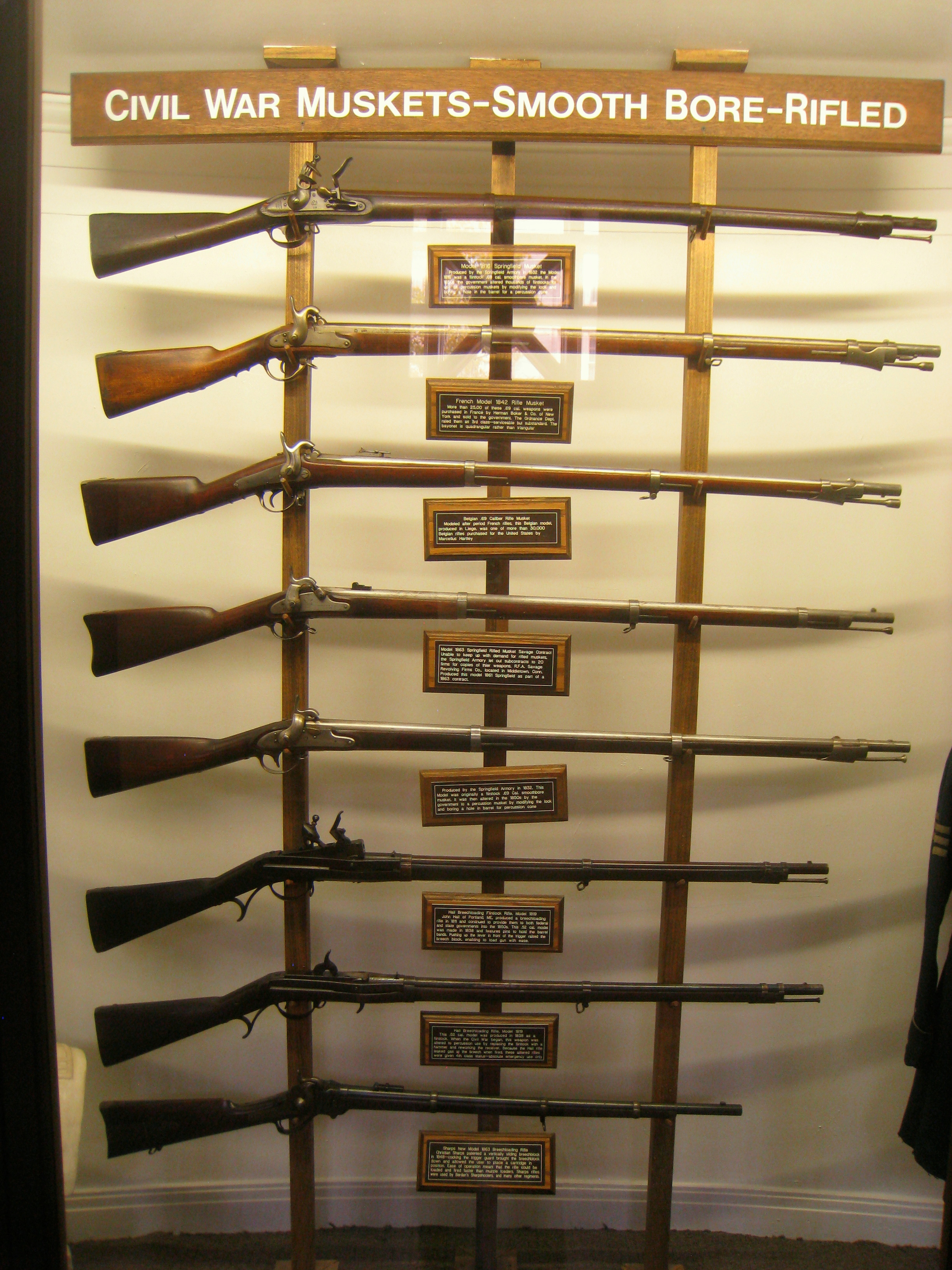
南北戦争で使用されたマスケット

マスケット銃（マスケットじゅう、英: musket）とは、銃身にライフリングが施されていない先込め式の滑腔式歩兵銃である。このため、散弾も発射可能であった。
正確にはマスケットであり、この語だけで銃であることを意味している。なお、中国では「鳥銃」と呼ぶ。
ある語源では、火器には動物の名前が度々付けられ、Musketはフランス語で雄のハイタカを意味する mousquette を由来とし、また別の説ではイタリア語でクロスボウの矢を意味する moscetto, -etta から、16世紀のフランス語を経由してマスケットになったという。イタリア語でmoscettoは微小なハエの事である。

## 概要
ハンドキャノン（handgonnes）が、最初に使われたのは13世紀の中国の火槍である。それが14世紀初期に、アジアからヨーロッパにもたらされた。アーキバスを置き換え、ライフル銃が後に取って代わった（共に長い共存期間があった）。初期のマスケットは点火機構がマッチロック式（火縄式）だった。マスケットという名称が登場した当時は大型で股杖が必要な火縄銃を指していたが、やがてその種の銃が姿を消すと、先込め式銃全般を指す名称となった。ヨーロッパ史における初実戦は15世紀初期のフス戦争であるといわれる。日本では火縄銃がマスケットに含まれないかのような説明がなされることがあるが、上述の通り、これは間違いである。

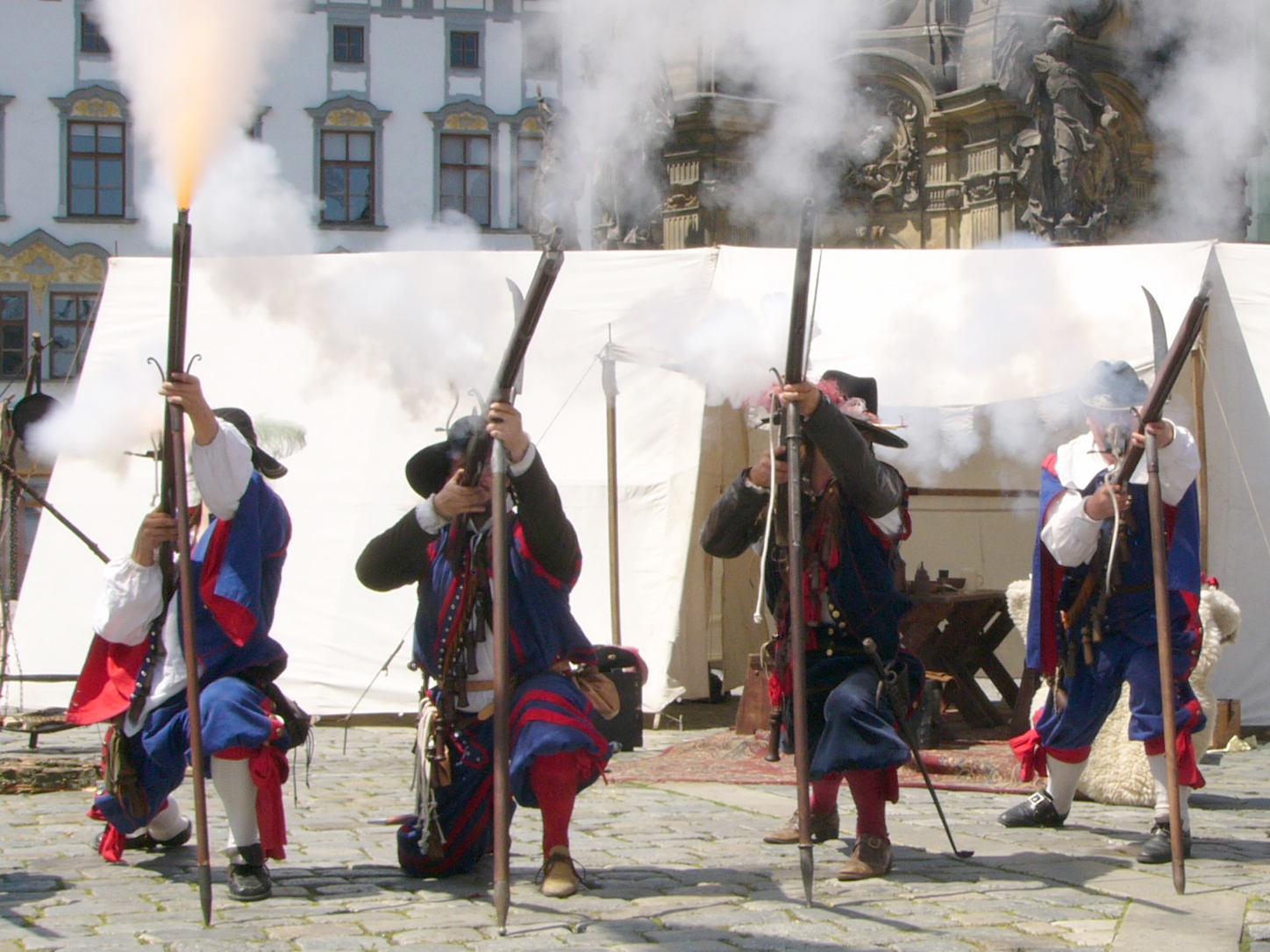
マスケットの発射。三十年戦争当時の再現

アメリカ陸軍戦闘歩兵章

アメリカ陸軍戦闘行動章

続いてホイールロック式のマスケットが作られたが、高価な割りに信頼性が低く、この方式はあまり広まらなかった。しかし、17世紀後半にフリントロック式（燧発式）の点火機構が発明されると、コスト低下や信頼性向上などの理由でこれが主流となった。
さらに紙製薬莢の発明で銃の射撃間隔が短縮され、フランスで銃剣が発明されて槍の機能も兼ねるようになり、射撃時以外の防御力の高まったマスケットは軍隊の中心となった。その後、19世紀中期には点火方式がより簡便確実なパーカッションロック式（雷管式）となった。
しかし滑腔式 (smoothbore) の銃身で球形の弾を発射するマスケットの命中精度は非常に悪かったため、長距離狙撃には向かず、軍隊では陣形を組み、敵へ向けて短距離で斉射する運用しかできなかった。
これを改善するためにライフリングを施したライフルドマスケットの開発などが行われた結果、射程や命中精度に劣るマスケットは表舞台から消え、プリチェット弾を使用するミニエーライフルや、これを改良して元込め式にしたスナイドルライフルに取って代わられることとなった。
『三銃士』などアレクサンドル・デュマ・ペールの小説で名高い銃士（ムスケテール、Mousquetaire）及び銃士隊は、本来このマスケットを支給された乗馬歩兵や乗馬歩兵部隊のことである。
イギリスのロイヤル・フュージリアーズ連隊の部隊名は、フリントロック式マスケット銃の通称である”フュジ”（Fusil）を装備した兵士”フュジリエ”（Fusilier のフランス語読み）に由来する。フュージリアの名称は他のヨーロッパ諸国でも用いられており、一例としてドイツ語圏では「歩兵」を示す呼称として、インファンテリー（歩兵）、フューシリア（フリントロック銃兵）、シュッツェ（射手）、グレナディアー（擲弾兵）といった、由来が異なる表現が用いられている。
アメリカ陸軍の功績章の一で、最低30日間連続して戦闘任務に従事した兵へ労いの意を込めて授与される戦闘歩兵章（Combat Infantry Badge、CIB）には、スプリングフィールド造兵廠で製造されていた最初の米国製マスケットM1795が意匠に取り入れられている（2001年、戦闘活動章（Combat Action Badge、CAB）に置き換えられた。デザインはM1795が銃剣に置き換えられた物）。

## マスケット銃の各部名称

### 弾

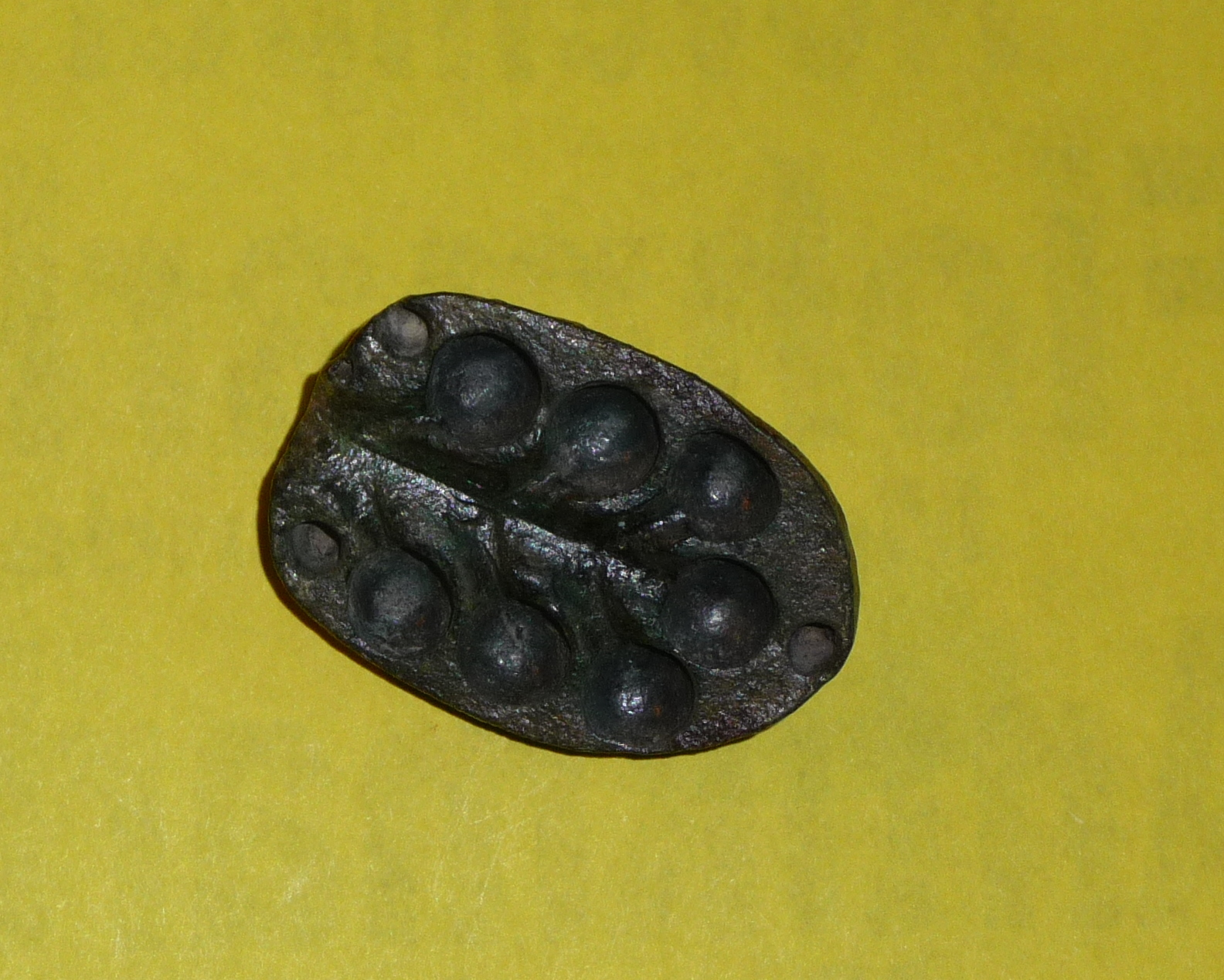
鉄製の弾の金型

構造が単純であるため、様々な弾が使用された。最も簡単な物は球状の弾で、銃口にフィットした丸弾である。射撃後の汚れた砲身に詰めるのが簡単であったが、空気力学の影響で弾は大きく的を外すこととなった。つぎに、lead shotまたはbuckshotと呼ばれる散弾で、威力は小さいが広い範囲に撃てた。アメリカ独立戦争や南北戦争では、これらを組み合わせたバック・アンド・ボール弾(Buck and ball、3つの球形弾と6つのbuckshotを紙に包んだ弾) を使用した。

### 付属品

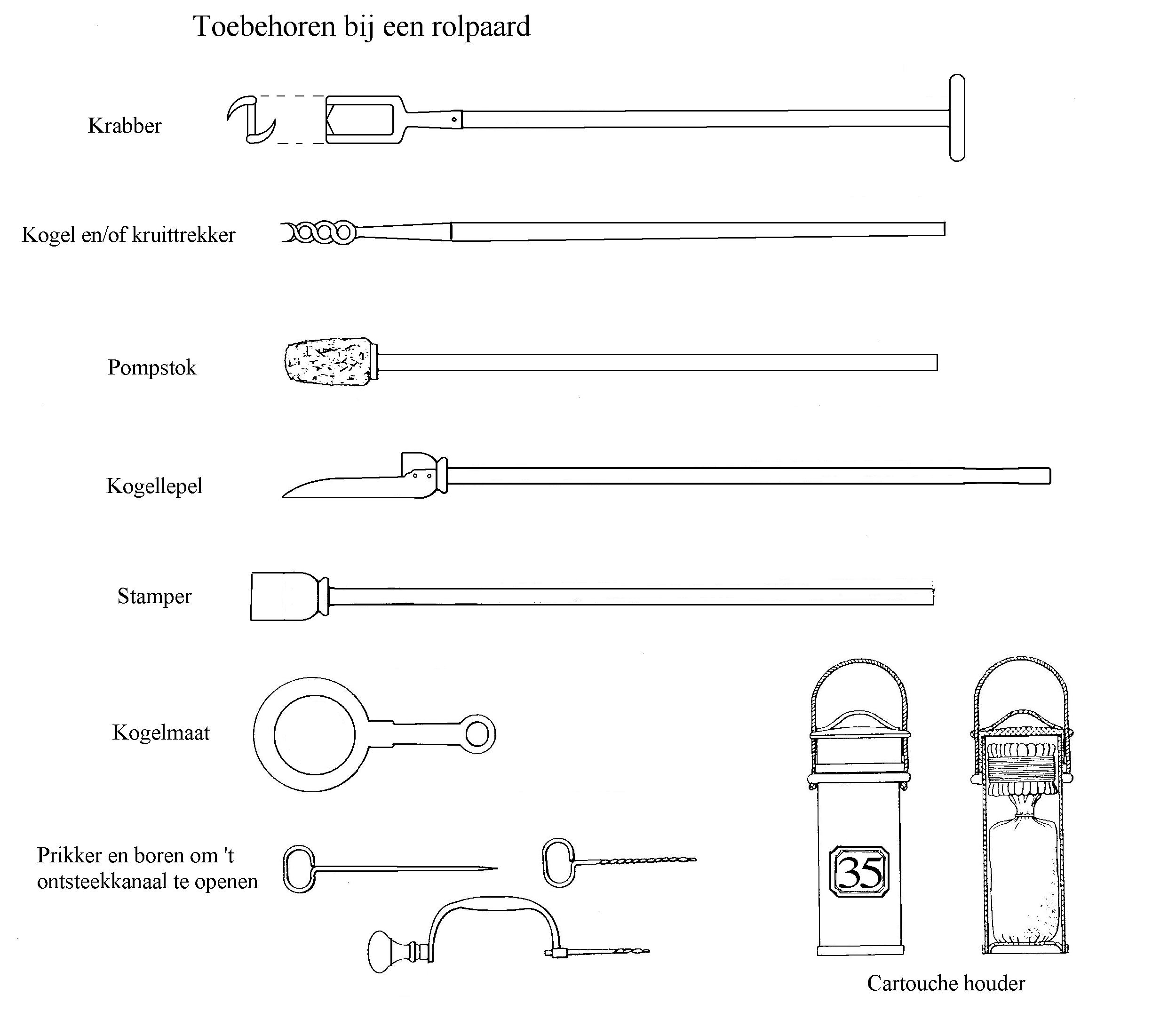
ラムロッド

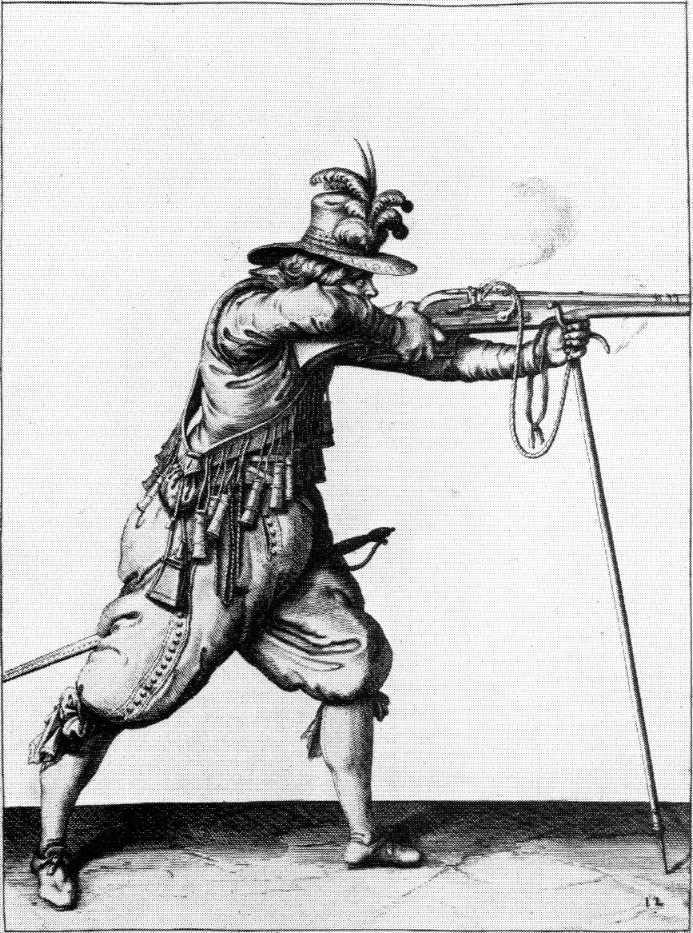
マスケットレストを使用している様子

- 火薬入れ - 紙製薬莢が実用化されるまで、前装式小銃の射撃装備として使用された。
- 早合 - 日本で使用された弾と火薬をまとめて銃身に装填できるようにした道具
- カートリッジボックス - 紙製薬莢をまとめて身に着け、すぐに装填できるようにしたもの
- ラムロッド(槊杖) - 先端がねじ式になっており、アタッチメントを交換できるようになっている。装填時に弾を押し込むのに使用される他、ボールプーラーと呼ばれるアタッチメントは、先がドリル状に尖っており、その名の通り砲身に詰まった弾に突き刺し引っ張り出すのに使用された。また別のアタッチメントは、ワームと呼ばれており、砲身内の燃えカスなどを取り除くのに使用された。screw and wiperと呼ばれるワームは、ボールプーラーとワームを組み合わせたデザインである[6]。fouling scraper と呼ばれるアタッチメントは、砲身内の火薬を擦り落とすもので、火花が出ないよう真鍮で作られていた。クリーニングジャグはコットンクリーニングパッチで包み、銃身内を洗浄するのに使用された。
- musket tool - 小さなピックと1つか2つのスクリュードライバーからなる工具。フリントの交換、バレルバンドを外し、分解清掃するのに使用された。後期の物には、パーカッションロック式のニップルを外すのにレンチが付属した。このツールは、しばしば二等兵版と軍曹版があり、通常は軍曹版にロック機構を分解するために必要なパーツ（スプリングバイスなど）が付属していた。
- tompion - マスケット銃の銃口に付ける蓋で、使用時まで異物が中に入らないようにしていた。
- Nipple protector - パーカッションロック式のニップルを湿気や汚れから保護していた。
- 股杖（マスケットレスト：Musket rest、マスケットフォーク：Musket Fork） - マスケット銃を撃つ際に銃身を保持する一脚銃架。

## 戦術

### 一斉射撃
一斉射撃（Volley fire）は、オスマン帝国、中国、日本、オランダで発展した。各個射技術は、体系的に装填・再装填した兵士の各列が順番に発砲し、銃器を持っている兵士を組織化した銃撃隊に変貌させた。各個射は早ければ1388年の明代砲兵隊によって行われ、それからマッチロック銃での各個射は、1526年のモハーチの戦いでオスマン帝国のイェニチェリが行なった。

### 反転行進戦術あるいは交互射撃あるいは輪番射撃（カウンターマーチ）
マッチロックマスケットはリロードに時間がかかり、多くはまったく命中しないため、火力を最大化するため、複数の編隊を組ませ、交代で射撃させた。この戦略はスペインの民兵Martín de Eguiluz大尉が草分けであると、彼の部隊にいたDiscurso y Regla Militar に1586年に記述され、1592年にマドリッドで初めて出版された。
ジェフリー・パーカーを含む多くの歴史家は、Eguiluz を無視して、交互射撃の発明は、オラニエ公マウリッツによるものだとしてる。

#### カウンターマーチ戦術とは
カウンターマーチ戦術（反転行進戦術。「交互射撃」や「輪番射撃」とも訳される）は、火縄銃の射手が前列で射撃後、後列に下がって再装填し、後列の射手が前に出て射撃する戦術。これを繰り返すことで、連続的な射撃を維持する。
ヨーロッパで体系化された連続射撃戦術で、オランダが先駆け。日本では類似の戦術が見られたが、独自の戦場環境から広くは採用されなかった。
手順:

前列の銃兵が一斉射撃。
射撃後、後列の間を通って後方へ移動（または横に退く）。
後列の銃兵が前に進み、射撃。
このサイクルを繰り返し、絶え間ない火力を敵に浴せる。
利点:

火縄銃の再装填に時間がかかる（30秒～1分）欠点を補い、射撃の途切れを最小化。
敵に継続的な圧力をかけ、接近を阻止。
欠点:

訓練が必要で、未熟な部隊では混乱しやすい。
機動力が低下し、陣形が固定されがち。

#### 歴史的背景
カウンターマーチの原型は16世紀のヨーロッパで生まれ、特にオランダのマウリッツ・ファン・ナッサウ（オラニエ公）が、1590年代に体系化した。彼はローマ軍の戦術や古典文献を参考に、火縄銃の効率的運用を追求した。
オランダの改良: モーリスは、銃兵を10～12列の深さで配置し、カウンターマーチを訓練。歩兵の規律を高め、スペインのテルシオ戦術に対抗した。この戦術は「オランダ式改革」としてヨーロッパ中に広まった。
スペインとの対比: スペインのテルシオは、火縄銃と長槍を組み合わせた大型の歩兵方陣だったが、カウンターマーチの導入で火力の継続性が向上。スペインも後期には類似の戦術を取り入れた。
ヨーロッパでの普及: 三十年戦争（1618～1648年）でカウンターマーチが広く採用され、火縄銃戦術の標準に。スウェーデンのグスタフ・アドルフ王は、さらに機動力を高めた変形戦術を導入。
衰退: 17世紀後半、フリントロック銃と銃剣の登場で戦術が変化。カウンターマーチは、より柔軟な線形戦術（Linear Tactics）に取って代わられた。

#### 日本でのカウンターマーチ
採用の有無: 日本でカウンターマーチが明確に採用された記録は少ない。ただし、長篠の戦い（1575年）では、織田信長が3列の鉄砲隊を配置し、順番に射撃させた戦術が記録されている（『信長公記』）。これはカウンターマーチの原型に近いが、ヨーロッパのような体系的な運用ではなかった。
日本の戦術的特徴: 日本の火縄銃戦術は、鉄砲隊を密集させて一斉射撃し、敵の突撃を阻止するスタイルが主流。カウンターマーチのような複雑な動きより、陣形の維持や地形の活用が重視された。
理由: 日本の戦場は、ヨーロッパの平坦な平原と異なり、丘陵や森林が多く、機動的な戦術が求められた。また、騎馬や弓矢との連携も多かったため、カウンターマーチの必要性が低かった。

### 攻撃縦隊
19世紀、ナポレオンが好んで使った戦術として攻撃縦隊(Colonne d'Attaque)があげられる。

## マスケット銃を扱った作品
- Sword, Musket & Machine Gun: Britain's Armed History - 歴史家サム・ウィリスが英国の武器の変遷を解説する。マスケットの試射、使用された時代背景などの解説が行われる。

## 日本における歴史的呼称
日本の歴史上は1542年の鉄砲伝来以降、戦国時代の日本国内で独自に発展した滑腔銃身、マッチロック方式の種子島銃が徳川幕府時代もほぼそのままの形態で使われ続けており、国友を初めとする鉄砲鍛冶の技術水準自体は非常に高かったものの、(特に大量生産の為の)技術や戦術革新の面ではフリントロック式や雷管式で銃剣を使用できる西洋のマスケット銃(前装銃)とは300年以上の隔絶が存在しており、後装銃の時代に入り1880年(明治13年)に村田経芳が村田銃を開発するまでその格差が埋まる事は無かった。日本では西洋のマスケット銃の多くが1853年の黒船来航以降の幕末期に導入されたが、この時西洋では1851年に画期的なライフル弾頭であるミニエー弾を用いるミニエー銃が開発され、それ以前の丸玉を用いるマスケット銃が(ライフルド・マスケットを含め)一斉に陳腐化させられてしまった経緯があり、幕末期の日本には西洋で最新であったミニエー銃から旧式化して在庫がだぶついていた滑腔銃身・フリントロック式のマスケット銃まで雑多な前装銃が欧米人の武器商人により一斉に流入させられた為、この時に徳川幕府や倒幕諸藩側の資料上、次のような歴史的呼称が生まれた。
1. 火縄を用いる(種子島銃も含む)全ての前装銃＝火縄銃
2. 火打石または銃用雷管を用いる滑腔銃身のマスケット銃＝ゲベール銃
3. (ゲベール銃にライフリングを後施工したものも含む)ライフルド・マスケット＝ミニエー銃
4. 蝶番式小銃(後装式)に改造された前装銃＝横方開閉のスナイドル銃、タバティエール銃などは莨嚢式（ろうのうしき）、前方開閉のアルビニー銃（英語版）やM1865、M1866、M1873などのトラップドア・スプリングフィールド銃などは活罨式（かつあんしき）として区別される場合もあるが、上記3種のような明確な区分名にまで発展した代名詞はなく、基本的にこれ以降は村田銃など各銃の開発者名等にちなんだ正式名称や略称で呼ばれる。

しかし、西洋におけるマスケット銃は17世紀にフリントロック式が確立して以来、銃身への施条、握把(グリップ)への銃床、銃口への銃剣の追加といった要素はあったものの、銃自体の基本構造は撃鉄が銃の側面に露出した有鶏頭(オープンハンマー)・サイドハンマー方式、撃鉄が松葉ばねや逆鈎など引金を除く機関部品のほとんどが銃側面の鉄板に取り付けられており、松葉ばね交換などの補修時には側面板を取り外すことで容易に整備が行えるサイドロック方式といったものが、ミニエー銃まではほとんど不変のままであった為、日本における火縄銃やゲベール銃に相当する旧式銃であっても新しい方式、特に最初からミニエー銃や後装式ライフルとして製造された新型銃の不足を補う為に、撃発機構を雷管式に改造したり(スプリングフィールドM1840など殆どのスプリングフィールド造兵廠製フリントロック式マスケット銃)、銃腔にライフリングを削りなおしたり(スプリングフィールドM1835など)、あるいは銃身自体をより小口径や大口径のものに交換する(ロシア帝国に輸出されたスプリングフィールドM1816や、スイスのM1842歩兵マスケット銃など)といった更新改造で制式小銃としての延命措置を施された例が数多く存在した為、上記の日本の歴史上の分類を下敷きにして西洋のマスケット銃を紋切り型に分類していくことは必ずしも適切とは言えない。
更にはこれらのマスケット銃は、オランダで製造されたシャルルヴィル・マスケットのように、雷管式やライフル銃身化といった幾多の近代化改装を施された果てに、最終的に銃尾開閉装置をも取り付けられて植民地駐留軍などで運用が継続された例や、日本でも明治後期に有坂銃が登場した後、村田単発銃が散弾銃に改装されて民間に払い下げられ始めたころに村田銃のライセンス生産のひとつとして火縄銃に村田銃のボルトを取り付ける手法が存在したことや、アルビニー銃の開閉機構を取り付けて後装化が成されたものなどが存在していた為、上述のように「ライフルに比べ、射程や命中精度に劣るマスケットは表舞台から消えた」という表現すら必ずしも正確とは言い切れない面もある。
ミニエー銃の分類についても、1851年のミニエー銃登場以前より存在した丸玉を用いるヤーゲル銃やベイカー銃、丸玉以外の特殊弾頭を用いたブランズウィック銃やステム・ライフル、日本ではゲベール銃に分類される滑腔銃身のマスケット銃(スプリングフィールドM1842など)や、ミニエー銃登場以前のライフルド・マスケット(M1841イェーガー・ライフルなど)装備の銃兵に、特に銃身再加工を施さないままひとまずミニエー弾やプリチェット弾を配布して運用を継続させた例などを考慮した場合、日本側の歴史的呼称に基づく区分は必ずしも適切とは言えなくなる事に留意されたい。
なお、日本語では極めて頻繁に『マスカット銃』と表記されるが正確ではない。さらに、ブドウ品種のマスカットと大砲用のぶどう弾の連想からか、ブドウの様な丸い弾を撃つのでマスカット銃、と誤解した小説なども見受けられる。